# Joey Dorsey
Joey Dorsey (16 de desembre de 1983, Baltimore, Estats Units), és un jugador professional de bàsquet estatunidenc. Juga a la posició de pivot i va ser escollit pels Portland Trail Blazers a la posició 33 del Draft de l'NBA del 2008.
És un jugador de tall defensiu destaca per la seva capacitat atlètica, que li permet taponar fàcilment i agafar nombrosos rebots malgrat la seva curta estatura per ser pivot. A l'atac, les principals armes d'aquest jugador són la continuació del Pick and roll i jugar per sobre del cèrcol gràcies a la culminació d'alley oops.

## Trajectòria esportiva
A l'NBA, va jugar a Sacramento i Toronto. A Europa ha desenvolupat la seva carrera a Turquia, Grècia i Espanya.
Durant la temporada 2013-14 jugà al FC Barcelona Regal. El juliol de 2014 el club català va fer públic que Dorsey jugaria als Houston Rockets de l'NBA la següent temporada.
A mitjans de la temporada 2015-2016 va tornar al FCBarcelona. El 18 de gener de 2017, el FC Barcelona va anunciar el seu acomiadament, per motius disciplinaris, a causa d'unes declaracions que va fer a les xarxes socials en contra de l'equip mèdic del club.
El 13 de febrer de 2017, va signar contracte amb Best Balikesir de la Lliga turca de bàsquet per la resta de temporada 2016-2017.

## Palmarès

### Olympiakos BC
- 2011-2012 Lliga grega
- 2011-2012 Eurolliga[6]

### FC Barcelona
- 2013-2014 Lliga ACB[7]